# Соборная площадь (Ростов-на-Дону)
Собо́рная пло́щадь — городская площадь в Ленинском районе Ростова-на-Дону.

## История

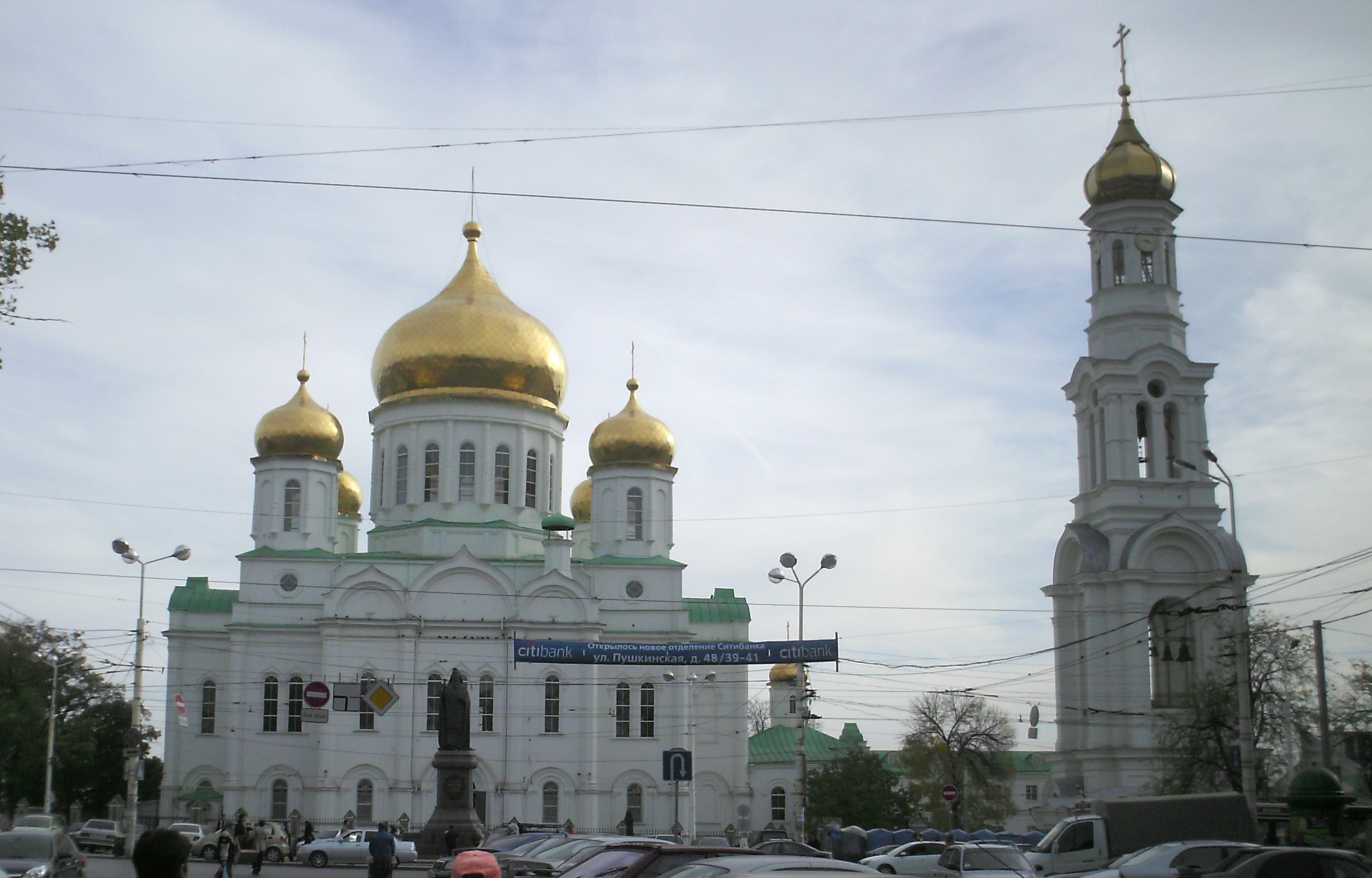
Площадь в 2008 году

В конце XVIII века Солдатская слобода Ростова-на-Дону стала интенсивно заселяться, вследствие чего появилась местная площадь, где организовался рынок. В феврале 1781 года рядом с этим местом было начато строительство деревянной церкви Рождества Пресвятой Богородицы, освященной в сентябре этого же года. Однако она сгорела после грозы спустя десять лет. В 1860 году вместо деревянной была построена каменная церковь Рождества Пресвятой Богородицы, существующая по настоящее время. В 1887 году рядом с храмом была построена колокольня, верхняя часть которой была разобрана во время Великой Отечественной войны, чтобы не быть ориентиром для артобстрелов.
Перед собором, между улицами Московской и Станиславского, располагалась Соборная площадь. В апреле 1890 года благодарные ростовчане установили там бронзовый памятник Александру II. В 1920 году на памятник надели фанерный ящик с красной звездой, а в 1924 году монумент снесли. В 1999 году, примерно на месте снесённого памятника императору, был возведён памятник Святителю Димитрию Ростовскому. Монумент был поспешно смонтирован в дни торжеств, посвященных 250-летию Ростова-на-Дону. В этом же году окончательно была отстроена колокольня храма. Со стороны Большой Садовой к площади выходит Соборный переулок, превращенный ко дню 250-летия города в благоустроенную пешеходную зону.

14 апреля 2012 года, в Великую субботу, на Соборной площади впервые была проведена совместная благотворительная акция Ростовского кафедрального собора и городской молочной компании «Белый медведь» — ко дню Христова Воскресения предприятие изготовило «Царскую пасху», вес которой составил около полутонны, высота — почти метр. В 22 часа клирик собора иерей Илия Алдошин освятил творожную пасху, а по окончании пасхального богослужения она была разделена и роздана прихожанам. Эта акция в Ростове повторилась и в 2013 году.
Интересно, что традиция продолжилась в 2014, 2015 и 2016 годах, когда 500-килограммовая пасха, выполненная в Ростове-на-Дону, была доставлена, соответственно, в Севастополь, Донецк и Симферополь.